# Junius Philargyrius
Junius Philargyrius, actif au Ve ou VIe siècle, est un grammairien et scholiaste d'expression latine, commentateur tardif de l'œuvre de Virgile. Les textes qui nous en sont restés datent au plus tôt du premier quart du Ve siècle mais peuvent aussi avoir été écrits au VIe voire au début du VIIe siècle.